# Jean-Santos Muntubila
Jean-Santos N'Diela Muntubila (Kinshasa, 20 dicembre 1958) è un allenatore di calcio ed ex calciatore della Repubblica Democratica del Congo, di ruolo centrocampista.

## Carriera

### Giocatore
La sua carriera di calciatore si svolse principalmente in Francia, dove giunse nel 1980 grazie ad un ingaggio del Sochaux; con i Lionceaux disputò 50 gare in massima serie e una in Coppa UEFA. Successivamente militò in squadre allora militanti in seconda divisione come l'Olympique Marsiglia e il Bastia, trasferendosi per due stagioni in Germania ingaggiato dal Saarbrücken, con cui giocò 30 incontri di Bundesliga nella stagione Bundesliga.
Fra il 1986 e il 1990 ha inoltre totalizzato cinque presenze e una rete per la nazionale dello Zaire, figurando nella rosa che prese parte alla fase finale della Coppa d'Africa 1988.

### Allenatore
Conclusa la carriera di calciatore nel 1995, ricoprì a più riprese l'incarico di commissario tecnico della nazionale della Repubblica Democratica del Congo. Negli anni duemila allenò alcune squadre di club del suo Paese fra cui il TP Mazembe, che guidì verso la vittoria di due edizioni consecutive del campionato.

## Palmarès

### Allenatore
- Campionato di calcio della Repubblica Democratica del Congo: 2

TP Mazembe: 2006, 2007